# Hemigrammus bleheri
Espèce
Le Nez rouge, Tétra à bouche rouge ou Tétra au nez rouge (Petitella bleheri, anciennement Hemigrammus bleheri), est une espèce de poissons d'eau douce de la famille des Characidés. C'est une espèce qui vit également en bancs.

## Morphologie
Le Nez rouge perd la couleur de sa tête lorsqu'il est stressé ou lorsqu'il dort. Sa queue est rayée de noir et de blanc. Sa peau et sa chair sont transparentes, si bien que l'on peut voir la colonne vertébrale de cet actinoptérygien.

## Distribution
Cette espèce se rencontre dans le bassin des río Negro et río Meta au Brésil et en Colombie.

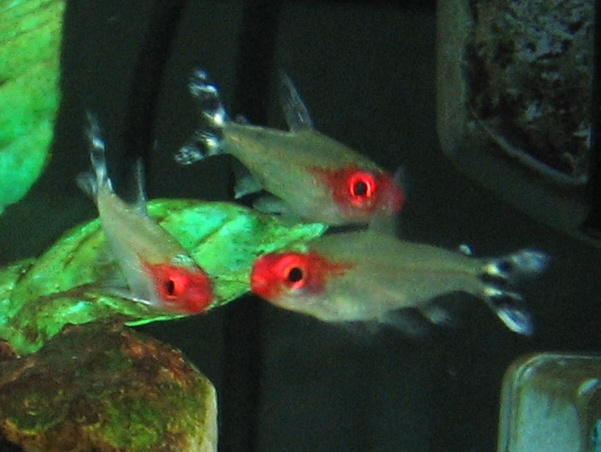
Un groupe de Petitella bleheri.

C'est un poisson populaire en aquariophilie.

## Publication originale
- Géry & Mahnert  1986 : A new rummy-nose tetra from the Rio Negro, Brazil: Hemigrammus bleheri n. sp. (Characidae, Tetragonopterinae), with comments on Paracheirodon. Tropical Fish Hobbyist, vol. 34, n. 11, p. 37-52.